# The Kites
The Kites er et pop/rock-band fra Danmark

## Artarena
Bandet hed oprindeligt "Artarena" og blev dannet i 2006 af Lasse Møller (vokal, guitar) Oliver Lund (guitar, backupvokal) Allan Brinksby (bass, backupvokal) og John-Philip (trommer)
I 2008 indspillede de deres første demo "Small-town Home Syndrome", som blandt andet blev udpeget til Månedens Demo i et af Danmarks største musikmagasiner GAFFA. Efterfølgende deltog de i musikkonkurrencen Melody Makers hvor de nåede til finalen og vandt publikumsprisen og 10.000 kroner kontant. De penge valgte bandet senere at bruge til indspilninger af nye numre. Artarena spillede i 2009 blandt andet til Start! Festival og i Berlin

## The Kites Are On og Karrierekanonen
I forbindelse med den nye demoThe Kites Are On", valgte bandet at skifte navn til The Kites, som man i dag kender dem. Demoen høstede stor ros på diverse musikblogs, og sangen om "Lizzie" gjorde at The Kites blev udvalgt til P3's store talentudviklings-konkurrence Karrierekanonen. De nåede dog ikke videre fra de sidste showcases, hvor 12 bands skulle blive til 3.
The Kites gik i efteråret 2011 i opløsning.